# Jan Bednarek
Jan Kacper Bednarek (født 12. april 1996 i Słupca, Polen) er en polsk professionel fodboldspiller, som spiller for Premier League-klubben Southampton og Polens landshold.

## Klubkarriere
Bednareks første klub på seniorniveau var Lech Poznań, som han også havde været tilknyttet som ungdomsspiller. Han nåede at spille 31 Ekstraklasa-kampe for klubben, før han i sommeren 2017 blev solgt til engelske Southampton for en pris på 5 millioner britiske pund.

## Landshold
Bednarek har (pr. november 2022) spillet 45 kampe for Polens landshold, som han debuterede for 4. september 2017 i en VM-kvalifikationskamp på udebane mod Kasakhstan. Han var en del af den polske trup til VM 2018 i Rusland.